# Петрашко, Владимир Михайлович
Влади́мир Миха́йлович Петрашко (род. 20 января 1963, Мурманск) — советский боксёр, представитель полутяжёлой весовой категории. Выступал на всесоюзном уровне в середине 1980-х годов, бронзовый призёр чемпионата Советского Союза, победитель и призёр ряда крупных всесоюзных турниров. На соревнованиях представлял спортивное общество «Трудовые резервы», мастер спорта СССР. Также известен как тренер и спортивный функционер, президент Федерации бокса Мурманска.

## Биография
Родился 20 января 1963 года в Мурманске. Активно заниматься боксом начал в возрасте десяти лет, проходил подготовку в местной секции добровольного спортивного общества «Трудовые резервы» под руководством тренеров Игоря Гарифуллина и Эдуарда Георгиевича Нилова. Позже поступил в Волгоградский государственный институт физической культуры и стал подопечным заслуженного тренера РСФСР Петра Григорьевича Левитана.
В 1983 году одержал победу на первенстве центрального совета «Трудовых резервов» и тем самым выполнил норматив мастера спорта СССР.
Наибольшего успеха в своей спортивной карьере добился в сезоне 1985 года, когда выступил на чемпионате СССР в Ереване и в зачёте полутяжёлой весовой категории завоевал награду бронзового достоинства, уступив на стадии полуфиналов Виталию Качановскому. Год спустя на аналогичных соревнованиях в Алма-Ате вновь боролся за медали в полутяжёлом весе, но на сей раз дошёл лишь до четвертьфинала.
Во время службы в армии представлял ленинградский СКА, становился победителем первенства Ленинградского военного округа. Последний раз выступал на всесоюзном уровне в сезоне 1987 года на чемпионате страны в Каунасе — здесь так же не попал в число призёров, потерпев поражение от рижанина Юрия Ваулина.
После завершения спортивной карьеры вернулся в Мурманск и занялся тренерской деятельностью. В течение многих лет тренировал начинающих боксёров в мурманской Детско-юношеской спортивной школе № 7. Президент федерации бокса города Мурманска.
Неоднократно принимал участие в соревнованиях по боксу в качестве судьи. Судья международной категории. Председатель коллегии судей Северо-Западного федерального округа.
В 2006 году заочно окончил Российскую академию народного хозяйства и государственной службы при Президенте Российской Федерации, где обучался на факультете государственного и муниципального управления.
Выдвигался кандидатом в депутаты Мурманской областной думы и Совет депутатов города Мурманска. Состоял в политической партии «Альянс зелёных».
В 2023 году награждён премией главы муниципального образования город Мурманск «За вклад в развитие физической культуры и спорта».